# Белорусы в Латвии
Белорусы в Латвии (бел. Беларусы Латвіі, латыш. Latvijas baltkrievi) — третье по численности национальное меньшинство страны. По состоянию на 1 января 2024 года численность белорусов в Латвии составляла 54 645 человек (2,92 % жителей Латвии).
По сравнению с другими меньшинствами, официальная численность белорусов в Латвии время от времени сильно варьировалась (1897 — 80 тысяч, 1935 — 27 тысяч, 1989 — 120 тысяч, 2012 — 76 тысяч), поскольку в разные периоды их причисляли к русским, полякам и латышам.
В Латвии среди белорусов также широко распространены межнациональные браки, в связи с чем количество людей белорусского происхождения значительно больше номинального количества.

## История
Предки современных белорусов (кривичи) поселились на территории современной Латвии еще в средние века, чему способствовали географическая близость и соседские отношения между ними и балтами (предками современных латышей). Археологические раскопки выявили древние торговые отношения между этими народами, которым способствовало развитие водного пути по реке Даугаве. В 1229 году был подписан торговый договор между Ригой и городами Полоцком и Смоленском. С этого времени древнерусский язык стал активно проникать в восточную Латвию (Латгалию). В XII-XIII веках он звучал в Ерсике и Кукейносском княжестве, предки латышей и белорусов вместе сражались против немецких крестоносцев. 
Во времена Российской империи Латгалия входила в состав Витебской губернии. На рубеже XIX-XX веков на территории нынешней Латвии проживало около 75 тысяч белорусов. В 1920 году, с созданием независимой Латвийской Республики, белорусам был предоставлен статус национального меньшинства, латвийское гражданство и право на национально-культурную автономию. Однако уже через пять лет численность белорусов снизилась до 38 тысяч, а в 1930 году до 36 тысяч, это связано с тем, что белорусов часто искусственно причисляли к русским, полякам и латышам. После провозглашения Латвийской Республики было создано несколько культурно-просветительских обществ («Бацькаўшчына», «Беларуская хата», «Рунь» и др.), около 40 школ, две белорусские гимназии, два театра — в Риге и Даугавпилсе, газета «Голос белоруса» и несколько журналов. Все это позволило белорусскому населению Латвии сохранить свою национальную идентичность и в то же время интегрироваться в латвийское государство. По переписи 1935 года в Латвии жили только 26,9 тысяч белорусов (1,4 %). Белорусскую диаспору немного пополнили соотечественники, приехавшие в поисках работы из западной части Беларуси, являвшейся частью Польши.
После переворота 1934 года белорусское образование стало сворачиваться (в 1941—1944 годах оно ещё существовало, в частности, в Варнавичах Каплавской волости). Начались процессы «латышизации» Латгалии. Деятельность, посвященная белорусскому образованию и культуре в регионе, была прекращена, а белорусские школы ликвидированы. Некоторые из них были восстановлены во время немецкой оккупации. После Второй мировой войны и с установлением советского режима в 1944 году, белорусские школы были вновь закрыты, культурно-просветительская работа прекращена, учителя и работники культуры репрессированы.
Наибольшее количество белорусов приехало в Латвию в период с 1959 по 1989 год. В основном это были рабочие, занятые в строительстве и молодые специалисты, направленные из белорусских вузов, а также солдаты и офицеры, оставшиеся после службы в армии. Согласно переписи 1959 года в Латвии проживало 61,6 тысяч белорусов (2,9 %), в 1970 году — 95,9 тысяч (4,0 %), в 1979 году — 111,5 тысяч (4,5 %). В 1989 году в Латвии уже проживало около 120 тысяч белорусов. Несмотря на большое количество белорусов, в Латвийской ССР отсутствовало белорусскоязычное образование, белорусские дети обучались в русских и латышских школах, что привело к постепенной утрате белорусского языка новыми поколениями.
В 1988 году, во время Атмоды, белорусские интеллектуалы основали Латвийское белорусское культурное общество «Світанак», основными задачами которого были возрождение родного языка, национальной культуры и искусства, сохранение национальной идентичности и интеграция в латвийское государство. Создавались и другие белорусские общества: «Прамень» в Риге, «Уздым» в Даугавпилсе, «Спадчына» в Вентспилсе. В 2003 году городские общества Риги, Даугавпилса, Лиепаи и Вентспилса объединились в Союз белорусов Латвии, который начал инициировать создание белорусских обществ в других городах и регионах. К 2014 году он объединял 13 белорусских обществ и 2 славянских, став крупнейшим национально-культурным объединением в Латвии. В 2011 году впервые после восстановления независимости Латвии белорусская диаспора выдвинула своего кандидата в депутаты парламента — члена правления СБЛ и руководителя рижского общества «Прамень» Елену Лазареву. Она была избрана в 11-й и 12-й Сейм Латвийской республики.
Белорусы Латвии — единственная национальная диаспора Латвии, которая имеет собственное средство массовой информации — газету «Прамень», которая выходит ежеквартально с 27 декабря 1994 года.
Выдающимися представителями белорусского меньшинства Латвии стали Владимир Пигулевский, Иван Красковский, Константин Езовитов, Сергей Сахаров, Эдвард Вайводиш, Виктор Вальтер, Вера Войтюлевич, Станислав Володько, Эмилия Казак-Казакевич, Авгиния Ковалюк, Борис Костоненко, Людмила Красковская, Игорь Кунигель, Павлина Мядёлка, Николай Паньков, Ольга Сахарова, Пятро Сокол. На территории современной Латвии родился белорусский советский писатель Янка Мавр.

## Современность

### Численность и тенденции развития
При общей убыли населения Латвии после обретения страной независимости численность белорусов упала особенно резко — немалой частью за счёт выезда из страны белорусов, прибывших в последние десятилетия существования СССР и в Латвии не укоренившихся. Численность белорусов довольно быстро сокращается, что обуславливается как массовой эмиграцией в постсоветский период, так и интенсивными ассимиляционными процессами и огромной естественной убылью. Если ещё в 1990 году рождаемость среди латвийских белорусов превышала смертность, то к 2008 году смертность была выше рождаемости в три раза. Для сравнения, у латышей в 2008 году смертность превысила рождаемость всего на 6,6 %. В 2011—2017 годах численность белорусского населения сократилась на 14,7 %, в то время как русского — на 12,3 %, а латышского — на 3,8 %. Сравнивая суммарную убыль белорусского населения за период между переписями и динамику фактической численности диаспоры, можно констатировать, что только за 1989—2000 годы она сократилась примерно на 7 тысяч человек за счёт естественной убыли и на 15 тысяч — за счёт эмиграции и ассимиляции. В настоящее время миграционная убыль среди белорусов сохраняется, но масштаб оттока значительно снизился по сравнению с 1990-ми годами.
Развитие ассимиляционных процессов среди латвийских белорусов обуславливается широким распространением смешанных браков. По данным Центрального статистического бюро Латвии, доля смешанных браков среди белорусов в 2008 году достигла 89,8 % (в предшествующие годы она лишь изредка была ниже 90 %).
По данным переписи 2000 года, в Латвии проживало  97,1 тысяч белорусов (4,1 %), наибольшая доля белорусской диаспоры проживает в Индрской (58,4 %), Пиедруйской (Придруйской) (58,6%) и Робежниекской (47,0 %) волостях Краславского края. По состоянию на 2018 год, из крупных городов самая высокая доля белорусов — в Даугавпилсе: 7,6 %.
По оценке на начало 2010 года, в республике проживало 80 259 белорусов. Наиболее крупная группа белорусов сосредоточена в Риге (29 599  человек). В Латгалии проживало 18 096 белорусов, в том числе в Даугавпилсе — 8 206, в Даугавпилсском районе — 2 203, в Краславском районе — 5 224 (16,3 % населения).
По состоянию на 2020 год, число живущих в Латвии граждан Белоруссии ежегодно росло на 300 человек. После подавления протестов в Белоруссии (2020—2021), в Латвию перебрались многие представители белорусской оппозиции, IT-специалисты и предприятия.
Численность белорусов в Латвии на начало года по данным ЦСУ Латвии:
| Год  | Белорусы | % от общей численности населения Латвии |
| ---- | -------- | --------------------------------------- |
| 2011 | 73 781   | 3,56                                    |
| 2012 | ↘ 72 011 | ↘ 3,52                                  |
| 2013 | ↘ 70 273 | ↘ 3,47                                  |
| 2014 | ↘ 68 695 | ↘ 3,43                                  |
| 2015 | ↘ 67 318 | ↘ 3,39                                  |
| 2016 | ↘ 65 999 | ↘ 3,35                                  |
| 2017 | ↘ 64 257 | ↘ 3,30                                  |
| 2018 | ↘ 62 713 | ↘ 3,25                                  |
| 2019 | ↘ 61 429 | ↘ 3,20                                  |
| 2020 | ↘ 60 097 | ↘ 3,15                                  |
| 2021 | ↘ 58 632 | ↘ 3,10                                  |
| 2022 | ↘ 57 319 | ↘ 3,06                                  |
| 2023 | ↘ 55 929 | ↘ 2,97                                  |
| 2024 | ↘ 54 645 | ↘ 2,92                                  |

### Язык
Латвийские белорусы говорят преимущественно на русском языке. По данным переписи 2000 года, из 97 150 белорусов республики лишь 18 265 (18,8 %) назвали родным белорусский язык, русскоязычными были 70 717 белорусов (72,8 %). Белорусов с родным латышским языком насчитывалось 6 347 человек (6,5 %).

### Образование
В 1922-1938 годах в Даугавпилсе существовала Двинская государственная белорусская гимназия. Воспитанники собирали фольклор, читали лекции и проводили концерты, ставили спектакли по пьесам Я. Купалы, Ф. Оляхновича, К. Каганца, В. Дунина-Марцинкевича, В. Сахаровой. Среди предметов изучались белорусский, латышский, русский, латинский и немецкий языки, история, математика, закон Божий и др.
Существует одна основная (1—9 классы) белорусская школа в Риге; обучение идёт смешанно на белорусском, латышском и русском языках. В 2017 году в ней насчитывалось 157 учеников. 31 августа 2024 года была ликвидирована Рижская белорусская начальная школа имени Янки Купалы, она будет входить в состав 86-ю Рижской средней школы.
В некоторых школах Латгалии детям предоставляется возможность изучения белорусских традиций в факультативах и кружках.